# Jean-Philippe Dallaire
Pour les articles homonymes, voir Dallaire.
Jean-Philippe Dallaire, né le 9 juin 1916 à Hull, au Québec, et mort le 27 novembre 1965 à Vence, en France, est un artiste peintre cubiste du Québec.

## Biographie
Jean Dallaire est né à Hull au Québec, Canada, le 9 juin 1916. Il commence à dessiner à l'âge de 11 ans. Il fait ses études primaires et son cours commercial à Hull.
En 1936, Georges-Henri Lévesque l'invite au monastère des Dominicains à Ottawa ; il y installe son studio et réalise une murale pour la chapelle. En 1938, il fréquente l'École des beaux-arts de Montréal pendant six mois. Il épouse Marie-Thérèse Ayotte d'Ottawa. Il reçoit une bourse du Gouvernement du Québec pour aller travailler à Paris avec Maurice Denis et André Lhote; puis il a son atelier rue de Vaugirard.
En 1940, pendant la Seconde Guerre mondiale, il est fait prisonnier des Allemands pendant quatre ans. En prison, il étudie le dessin et l'italien. En 1944, il s'initie aux techniques de la tapisserie. Un an plus tard, il expose à la Galerie de la Maison des Beaux-Arts de Paris. En 1946, il est nommé professeur de peinture et de dessin à l'École des beaux-arts de Québec ; il y enseigne jusqu'en 1952. Ensuite, il travaille à Ottawa pour l'Office national du film du Canada jusqu'en 1957. 
En 1957, il s'installe à Montréal. En 1959, il retourne en France, à Paris puis à Vence.
Dallaire était un admirateur du travail d'Alfred Pellan. En 1940, dans une lettre adressée à son ami, le sculpteur hullois Henri Heyendahl, Dallaire dira du peintre: « Pellan m'a plus appris que tout autre. »
Le journaliste Georges-E. Carrière a décrit Jean Dallaire en ces mots en 1971: « Dallaire était un artiste exigeant, minutieux à l'extrême et ne laissait aucun détail au hasard. ».

## Œuvres

### Peintures
- Portrait de jeune homme, 1935, huile sur toile, 76,5 x 61,4 cm, Musée national des beaux-arts du Québec, Québec[6].
- Un après-midi en Chine, 1936, huile sur toile, 142,2 x 142,2 cm, Musée national des beaux-arts du Québec, Québec[7].
- Autoportrait, 1938, huile sur toile, 75 x 61 cm, Musée national des beaux-arts du Québec, Québec[8].
- La moitié du monde rit de l'autre moitié, 1940, gouache sur papier, 24,7 x 40,8 cm (carton); œuvre: 23,8 x 40,3 cm (image), Musée national des beaux-arts du Québec, Québec[9].
- Nature morte au miroir, 1939, huile sur toile, 55 x 46 cm, Musée national des beaux-arts du Québec, Québec[10].
- Vue du camp Saint-Denis, 1941, huile sur toile, 38,3 x 46,3 cm, Musée national des beaux-arts du Québec, Québec[11].
- Elle et lui, 1944, gouache sur carton, 40 x 25,6 cm, Musée national des beaux-arts du Québec, Québec[12].
- La vieille demoiselle, 1945, gouache sur papier, 64 x 48,7 cm, Musée national des beaux-arts du Québec, Québec[13].
- Le Jardinier, 1945, gouache sur papier, 77,7 x 54,4 cm, Musée national des beaux-arts du Québec, Québec[14].
- Couple nu au chapiteau et à la tour, peut-être 1945, gouache sur papier, 64 x 48,7 cm, Musée national des beaux-arts du Québec, Québec[15].
- L'Amour, 1946, gouache sur papier, 53,5 x 70 cm, Musée national des beaux-arts du Québec, Québec[16].
- Les Défroqués, 1947, gouache sur papier, 72,5 x 97,6 cm, Musée national des beaux-arts du Québec, Québec[17].
- La Publicité et la Décoration, 1947, huile sur toile, 222,5 x 229 cm, Musée national des beaux-arts du Québec, Québec[18].
- La Céramique et le Tissage, 1947, huile sur toile, 222,5 x 228,4 cm, Musée national des beaux-arts du Québec, Québec[19].
- Daphné ou Nu au croissant, 1949, gouache sur papier, 93,6 x 62,3 cm, Musée national des beaux-arts du Québec, Québec[20].
- Fleurs et tasse, 1950, gouache sur carton, 23 x 19,3 cm, Musée national des beaux-arts du Québec, Québec[21].
- Nabu Codo Nosor, 1950, gouache sur carton, 39 x 41,1 cm, Musée national des beaux-arts du Québec, Québec[22].
- Fleurs, 1950, gouache sur carton, 27,8 x 33,5 cm, Musée national des beaux-arts du Québec, Québec[23].
- La Chasse, 1950, gouache sur papier, 26,1 x 36,1 cm, Musée national des beaux-arts du Québec, Québec[24].
- Saint Jean de Dieu, 1950, huile sur toile, 360 x 234,3 cm, Musée national des beaux-arts du Québec, Québec[25].
- Portrait d'une fillette, 1950, huile sur toile, 94,3 x 61,6 cm, Musée national des beaux-arts du Québec, Québec[26].
- Murale Québec, 1951 (histoire de la ville de Québec)
- Le Poisson, 1951?, gouache sur papier Ingres, 47,7 x 61 cm, Musée national des beaux-arts du Québec, Québec[27].
- Coq licorne, 1952, huile sur toile, 127,5 x 92,3 cm, Musée national des beaux-arts du Québec, Québec[28].
- Le Propriétaire, 1953, huile sur toile, 51,5 x 61,7 cm, Musée national des beaux-arts du Québec, Québec[29].
- Les Musiciens, vers 1954, gouache sur papier, 37,2 x 54,4 cm, Musée national des beaux-arts du Québec, Québec[30].
- Deux Moines dans la caisse du procureur de la communauté, 1956, aquarelle et gouache sur papier, 26,1 x 29,8 cm, Musée national des beaux-arts du Québec, Québec[31].
- Femme à l'ombrelle nº 3, 1958, huile sur carton, 22,4 x 17,2 cm, Musée national des beaux-arts du Québec, Québec[32].
- Habitants de la Lune, 1958
- L'Oiseau jongleur, 1960

### Dessins
- La Danseuse et la Mort, 1938, fusain et sanguine sur papier collé sur carton, 33 x 55,2 cm, Musée national des beaux-arts du Québec, Québec[33].
- La Mort et le Satyre, 1938, crayon Conté et crayon bistre sur papier collé sur carton, 61,5 x 46,6 cm, Musée national des beaux-arts du Québec, Québec[34].
- Le Buveur et la Mort, 1938, fusain et sanguine sur papier collé sur carton, 46,5 x 42,8 cm, Musée national des beaux-arts du Québec, Québec[35].
- Homme à la cigarette, 1939, crayon Conté sur carton, 61 x 46,6 cm, Musée national des beaux-arts du Québec, Québec[36].
- Poule, 1951, fusain sur papier, 61,7 x 48,1 cm, Musée national des beaux-arts du Québec, Québec[37].

- Des illustrations de Jean Dallaire sont reprises dans le film Félix Leclerc chante Cadet Rousselle[38].

## Musées et collections publiques
- Agnes Etherington Art Centre[39]
- Art Gallery of Alberta
- Art Gallery of Hamilton
- Carleton University Art Gallery
- Galerie Montcalm, Gatineau
- Musée d'art de Joliette
- Musée des beaux-arts de l'Ontario
- Musée des beaux-arts du Canada[40]
- Musée des Beaux-arts de Sherbrooke
- Musée du Bas-Saint-Laurent
- Musée Laurier
- Musée national des beaux-arts du Québec[41]
- Museum London[42]
- La Pulperie de Chicoutimi
- Galerie René Gagnon, Montréal[43]

## Hommages

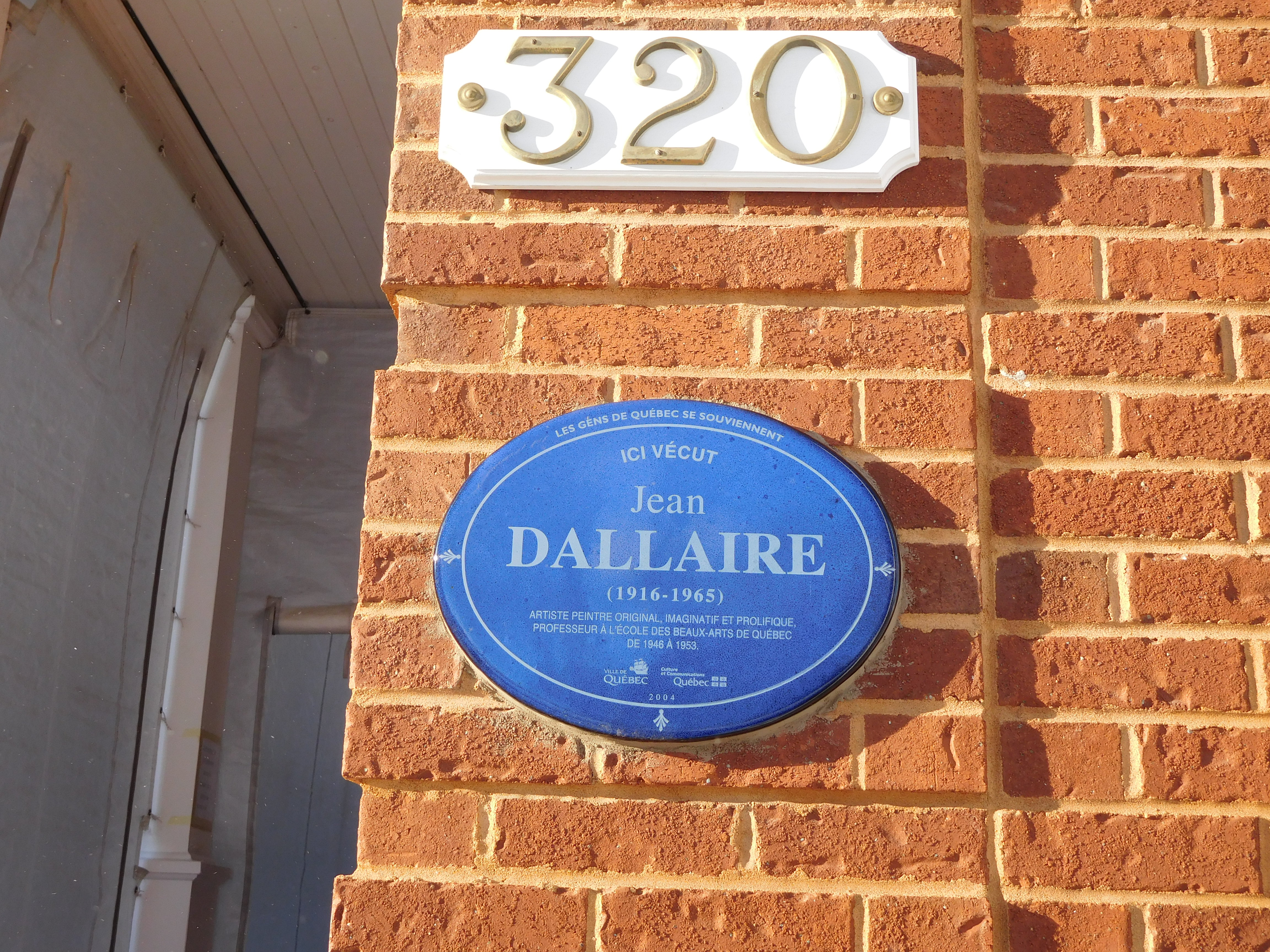
Une plaque rappelle que Jean Dallaire a vécu au 320 rue De Bernières à Québec.

Le 3 juillet 1999, Postes Canada lui rend hommage en reproduisant sa toile Coq licorne sur un timbre de la collection « Chefs-d'œuvre de l'art canadien ». 
Plusieurs municipalités du Québec ont nommé une rue à son nom dont Laval (quartier de Sainte-Rose), Blainville et  Saint-Lin-Laurentides. À Gatineau, une rue et un parc public portent son nom.  
- Une plaque "Ici vécut de la ville de Québec est présente au 320, rue de Bernières, en son honneur, pour indiquer son ancien lieu de résidence.

À l'occasion du centième anniversaire de naissance de l'artiste en 2016, la galerie Montcalm de Gatineau a présenté une exposition monographique intitulée Hommage à Dallaire : Que la fête commence!.  De plus, les organismes du milieu et plusieurs commerces se sont joints à la ville de Gatineau pour offrir une quarantaine d'activités  qui ont mis en valeur les œuvres du peintre.
L’Événement Dallaire se déroule en 2021 à la Galerie René Gagnon, Montréal et au Foyer du Palais Montcalm, Québec.